# فهرست مواد عایق
لیست زیر لیستی از مواد عایق مورد استفاده در سراسر جهان است.
یادداشت جدول:
- مقادیر RSI و مقادیر R برای مواد و ساختارهای مختلف ذکر شده است.
- مقادیر معمولی تقریبی بر اساس میانگین ارقام ذکر شده اند.
- ستون آخر مقادیر RSI نرمال شده را به ۱ متر (۳ فوت ۳ اینچ) ضخامت نمایش می دهد.
- با کلیک بر روی ستون RSI-value مقادیر بر اساس مقدار میانه محدوده مرتب می شوند.
- با کلیک بر روی ستون R-value مقادیر بر اساس کمترین مقدار مرتب می شود.

| مواد                                                                           | ضخامت به cm (in)    | مقدار RSI (m2·K/W) | مقدار R (ft2·°F·h/BTU) | مقدارRSI (m2·K/W) (هر متر) |
| ------------------------------------------------------------------------------ | ------------------- | ------------------ | ---------------------- | -------------------------- |
| پانل عایق خلاء                                                                 | 2.54 (1)            | 5.28–8.8           | 14-66                  | ۲۰۸–۳۴۶                    |
| سیلیکا ایروژل                                                                  | 2.54 (1)            | 1.76               | 10.3                   | ۶۹                         |
| پانل سفت و سخت پلی اورتان (CFC/HCFC منبسط شده) اولیه                           | 2.54 (1)            | 1.23–1.41          | 7–8                    | ۴۸–۵۶                      |
| پانل سفت و سخت پلی اورتان (CFC/HCFC منبسط شده) با سن 5 تا 10 سال               | 2.54 (1)            | 1.10               | 6.25                   | ۴۳                         |
| پانل سفت و سخت پلی اورتان (پنتان منبسط شده) اولیه                              | 2.54 (1)            | 1.20               | 6.8                    | ۴۷                         |
| پانل سفت و سخت پلی اورتان (پنتان منبسط شده) سن 5 تا 10 سال                     | 2.54 (1)            | 0.97               | 5.5                    | ۳۸                         |
| پانل سفت و سخت پلی اورتان با روکش فویل (پنتان منبسط شده)                       | 2.54 (1)            | ۱٫۱–۱٫۲            |                        | 45–48                      |
| پانل سفت پلی ایزوسیانورات رو به فویل (پنتان منبسط شده) اولیه                   | 2.54 (1)            | 1.20               | 6.8                    | 55                         |
| پانل سفت و سخت پلی ایزوسیانورات رو به فویل (پنتان منبسط شده) با سن 5 تا 10 سال | 2.54 (1)            | 0.97               | 5.5                    | ۳۸                         |
| فوم اسپری پلی ایزوسیانورات                                                     | 2.54 (1)            | 0.76–1.46          | 4.3–8.3                | ۳۰–۵۷                      |
| فوم اسپری پلی اورتان سلول بسته                                                 | 2.54 (1)            | 0.97–1.14          | 5.5–6.5                | ۳۸–۴۵                      |
| فوم اسپری فنولیک                                                               | 2.54 (1)            | 0.85–1.23          | 4.8–7                  | ۳۳–۴۸                      |
| عایق لباس نازک                                                                 | 2.54 (1)            | 0.28–0.51          | 1.6–2.9                | ۱۱–۲۰                      |
| پانل های اوره فرمالدئید                                                        | 2.54 (1)            | 0.88–1.06          | 5–6                    | ۳۵–۴۲                      |
| دیوار خشک                                                                      | 2.54 (1)            | 0.15               | .9                     | ۶٫۲                        |
| فوم اوره                                                                       | 2.54 (1)            | 0.92               | 5.25                   | ۳۶٫۴                       |
| پلی استایرن منبسط اکسترود شده (XPS) با چگالی بالا                              | 2.54 (1)            | 0.88–0.95          | 5–5.4                  | 26–40                      |
| تخته پلی استایرن                                                               | 2.54 (1)            | 0.88               | 5.00                   | ۳۵                         |
| پنل سخت فنلی                                                                   | 2.54 (1)            | 0.70–0.88          | 4–5                    | ۲۸–۳۵                      |
| فوم اوره فرمالدئید                                                             | 2.54 (1)            | 0.70–0.81          | 4–4.6                  | ۲۸–۳۲                      |
| چوب های فایبرگلاس با چگالی بالا                                                | 2.54 (1)            | 0.63–0.88          | 3.6–5                  | ۲۵–۳۵                      |
| پلی استایرن منبسط اکسترود شده (XPS) با چگالی کم                                | 2.54 (1)            | 0.63–0.82          | 3.6–4.7                | ۲۵–۳۲                      |
| Icynene loose-fill (pour fill)                                                 | 2.54 (1)            | 0.70               | 4                      | ۲۸                         |
| پلی استایرن منبسط شده (EPS) با چگالی بالا                                      | 2.54 (1)            | 0.70               | 4.2                    | 22–32                      |
| فوم خانگی                                                                      | 2.54 (1)            | 0.69               | 3.9                    | ۲۷٫۰                       |
| پوست برنج                                                                      | 2.54 (1)            | 0.50               | 3.0                    | 24                         |
| چوب فایبرگلاس                                                                  | 2.54 (1)            | 0.55–0.76          | 3.0                    | ۲۲–۳۰                      |
| چوب پنبه ای (عایق جین آبی)                                                     | 2.54 (1)            | 0.65               | 3.7                    | ۲۶                         |
| پلی استایرن منبسط شده (EPS) با چگالی کم                                        | 2.54 (1)            | 0.65               | 3.85                   | ۲۶                         |
| پشم گوسفند                                                                     | 2.54 (1)            | 0.65               | 3.7                    | ۲۶                         |
| اسپری آیسینن                                                                   | 2.54 (1)            | 0.63               | 3.6                    | ۲۵                         |
| فوم اسپری پلی اورتان سلول باز                                                  | 2.54 (1)            | 0.63               | 3.6                    | ۲۵                         |
| مقوا                                                                           | 2.54 (1)            | 0.52–0.7           | 3–4                    | ۲۰–۲۸                      |
| پشم سنگ و سرباره                                                               | 2.54 (1)            | 0.52–0.68          | 3–3.85                 | ۲۰–۲۷                      |
| سلولز با پر کردن آزاد                                                          | 2.54 (1)            | 0.52–0.67          | 3–3.8                  | ۲۰–۲۶                      |
| اسپری مرطوب سلولز                                                              | 2.54 (1)            | 0.52–0.67          | 3–3.8                  | ۲۰–۲۶                      |
| پشم سنگ و سرباره با پر کردن آزاد                                               | 2.54 (1)            | 0.44–0.65          | 2.5–3.7                | ۱۷–۲۶                      |
| پشم شیشه با پر کردن آزاد                                                       | 2.54 (1)            | 0.44–0.65          | 2.5–3.7                | ۱۷–۲۶                      |
| فوم پلی اتیلن                                                                  | 2.54 (1)            | 0.52               | 3                      | ۲۰                         |
| فوم سیمانی                                                                     | 2.54 (1)            | 0.35–0.69          | 2–3.9                  | ۱۴–۲۷                      |
| پرلیت با پر کردن آزاد                                                          | 2.54 (1)            | 0.48               | 2.7                    | ۱۹                         |
| پانل های چوبی، مانند روکش                                                      | 2.54 (1)            | 0.44               | 2.5                    | (9)17                      |
| پانل سفت و سخت فایبرگلاس                                                       | 2.54 (1)            | 0.44               | 2.5                    | ۱۷                         |
| ورمیکولیت با پر کردن آزاد                                                      | 2.54 (1)            | 0.38–0.42          | 2.13–2.4               | ۱۵–۱۷                      |
| ورمیکولیت                                                                      | 2.54 (1)            | 0.38               | 2.13                   | 16–17                      |
| عدل کاه                                                                        | 2.54 (1)            | 0.26               | 1.45                   | 16–22                      |
| بتن کاغذی                                                                      | 2.54 (1)            |                    | 2.6–3.2                | 18–22                      |
| چوب نرم (بیشتر)                                                                | 2.54 (1)            | 0.25               | 1.41                   | 7.7                        |
| تراشه های چوب و سایر محصولات چوبی با پر کردن آزاد                              | 2.54 (1)            | 0.18               | 1                      | ۷٫۱                        |
| بتن هوادهی/ سلولی (رطوبت 5 درصد)                                               | 2.54 (1)            | 0.18               | 1                      | ۷٫۱                        |
| برف                                                                            | 2.54 (1)            | 0.18               | 1                      | ۷٫۱                        |
| چوب سخت (بیشتر)                                                                | 2.54 (1)            | 0.12               | 0.71                   | 5.5                        |
| آجر                                                                            | 2.54 (1)            | 0.030              | 0.2                    | 1.3–1.8                    |
| شیشه                                                                           | 2.54 (1)            | 0.025              | 0.14                   | ۰٫۹۸                       |
| شیشه بدون عایق                                                                 | 0.6 (0.25)          | 0.16               | 0.91                   | ۰٫۹۸                       |
| شیشه عایق (دو جداره)                                                           | 1.6–1.9 (0.63–0.75) | 0.35               | 2                      | 40                         |
| شیشه عایق (دو جداره، سخت کم e)                                                 | 1.6–1.9 (0.63–0.75) | 0.67               | 3.8                    | 77                         |
| شیشه عایق (دو جداره، نرم کم e)                                                 | 1.6–1.9 (0.63–0.75) | 0.90               | 5.11                   | 100                        |
| شیشه عایق (سه جداره)                                                           | 3.2–3.8 (1.2–1.5)   | 0.67               | 3.8                    | 40                         |
| بتن ریخته شده                                                                  | 2.54 (1)            | 0.014              | 0.08                   | 0.43–0.87                  |
| مواد                                                                           | ضخامت به cm (in)    | مقدار RSI (m2·K/W) | مقدار R (ft2·°F·h/BTU) | مقدارRSI (m2·K/W) (هر متر) |

## فهرست منابع
1. ↑  «Spaceloft_DS» (PDF). بایگانی‌شده از اصلی (PDF) در ۱۸ ژانویه ۲۰۲۲. دریافت‌شده در ۱۰ مه ۲۰۲۲.
2. 1 2 3 4 5 6  اعتماد صرفه جویی در انرژی. "CE71 - نمودار مواد عایق - خواص حرارتی و رتبه بندی های زیست محیطی". Energysavingtrust.org.uk. Archived from the original on 1 اكتبر 2011. Retrieved 10 May 2022. {{cite web}}: Check date values in: |archive-date= (help)
3. ↑  «کپی آرشیو» (PDF). web.archive.org. بایگانی‌شده از اصلی (PDF) در ۲۱ اكتبر ۲۰۱۴. دریافت‌شده در 2022-05-10. تاریخ وارد شده در |archive-date= را بررسی کنید (کمک)
4. ↑  «ColoradoENERGY.org - R-Value Table». coloradoenergy.org. دریافت‌شده در ۲۰۲۲-۰۵-۱۰.
5. 1 2 3 4  ریستینن، رابرت آ، و جک جی کراوشار. انرژی و محیط زیست. ویرایش دوم هوبوکن، نیوجرسی: جان وایلی و پسران، شرکت، 2006.
6. 1 2  «سیستم عایق Icynene®». web.archive.org. ۲۰۰۸-۰۶-۱۲. بایگانی‌شده از اصلی در ۱۲ ژوئن ۲۰۰۸. دریافت‌شده در ۲۰۲۲-۰۵-۱۰.
7. ↑  «مواد شیمیایی تخصصی الاستوشیم | فوم ها: اسپری فوم عایق، فوم تزریقی و ریختن فوم در محل». web.archive.org. ۲۰۱۴-۰۳-۰۳. بایگانی‌شده از اصلی در ۳ مارس ۲۰۱۴. دریافت‌شده در ۲۰۲۲-۰۵-۱۰.
8. ↑  «پوست برنج در ساخت و ساز». www.appropedia.org. دریافت‌شده در ۲۰۲۲-۰۵-۱۰.
9. ↑  «محصولات | عایق جانز منویل». web.archive.org. ۲۰۱۴-۰۲-۲۶. بایگانی‌شده از اصلی در ۲۶ فوریه ۲۰۱۴. دریافت‌شده در ۲۰۲۲-۰۵-۱۰.
10. ↑  «ecohaus، سابقاً مرکز خانه محیطی - ساختمان بهداشت در جوامع شمال غرب اقیانوس آرام از سال 1992». web.archive.org. ۲۰۰۸-۰۹-۲۹. بایگانی‌شده از اصلی در ۲۹ سپتامبر ۲۰۰۸. دریافت‌شده در ۲۰۲۲-۰۵-۱۰.
11. ↑  «"مشخصات پشم گوسفند"» (PDF).
12. ↑  «نمونه کار محصولات عایق اسپری فوم | آیسینین». web.archive.org. ۲۰۱۴-۰۷-۲۳. بایگانی‌شده از اصلی در ۲۳ ژوئیه ۲۰۱۴. دریافت‌شده در ۲۰۲۲-۰۵-۱۰.
13. 1 2  «Home». خدمات ارزیابی (ICC-ES) ICC، LLC (به انگلیسی). دریافت‌شده در ۲۰۲۲-۰۵-۱۰.
14. 1 2  «کتاب داده های انرژی ساختمان ها». web.archive.org. ۲۰۱۴-۰۲-۲۷. بایگانی‌شده از اصلی در ۲۷ فوریه ۲۰۱۴. دریافت‌شده در ۲۰۲۲-۰۵-۱۰.
15. 1 2 3 4 5  «برایان اندرسون (2006).کنوانسیون برای محاسبات U-value» (PDF).
16. ↑  «عایق همیشه سبز - انواع عایق و R-Values». بایگانی‌شده از اصلی در ۲۴ اكتبر ۲۰۲۱. دریافت‌شده در ۱۰ مه ۲۰۲۲. تاریخ وارد شده در |archive-date= را بررسی کنید (کمک)
17. ↑  «ارزش R عدل های کاه کمتر از گزارش های قبلی».[پیوند مرده]
18. ↑  «کپی آرشیو» (PDF). web.archive.org. بایگانی‌شده از اصلی (PDF) در ۷ ژوئیه ۲۰۱۴. دریافت‌شده در ۲۰۲۲-۰۵-۱۰.
19. 1 2  «"طراحی و بازسازی خانه | وزارت انرژی"». بایگانی‌شده از اصلی در ۵ ژوئیه ۲۰۱۲. دریافت‌شده در ۱۰ مه ۲۰۲۲.